# Pensionistenverband Österreichs

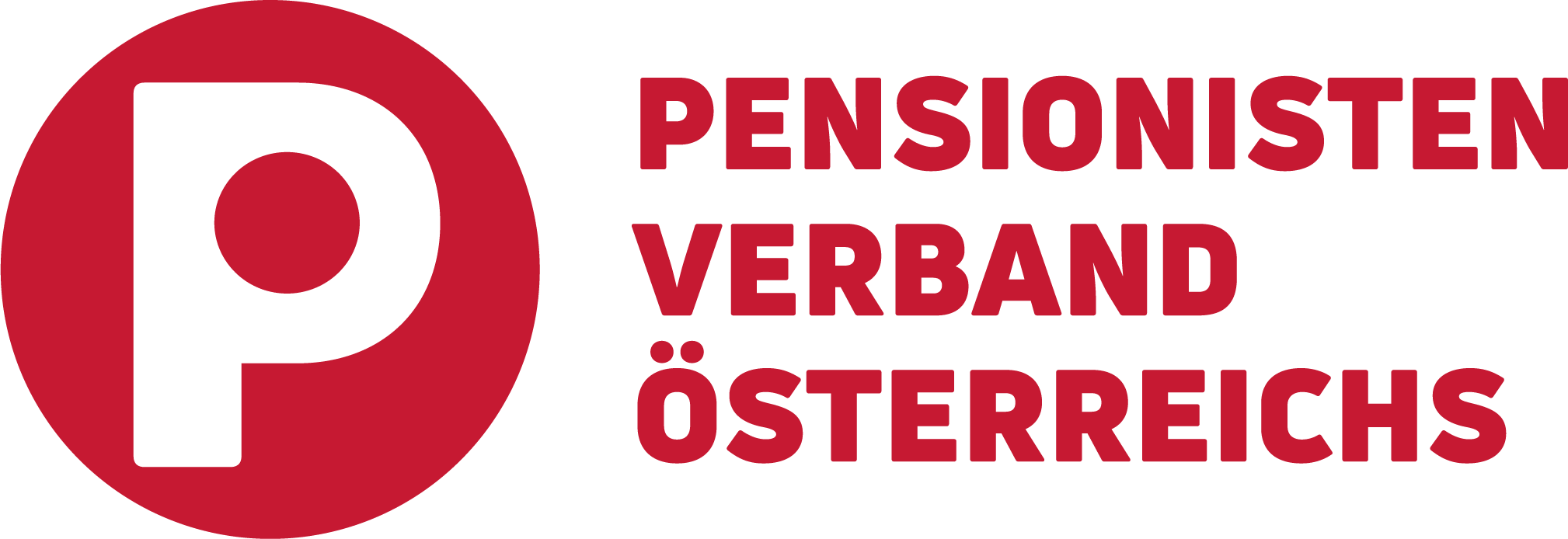
PVÖ Bildmarke und Verbandsname in Langform

Der Pensionistenverband Österreichs (PVÖ) ist eine österreichische, politisch unabhängige und gemeinnützige Interessenvertretung älterer Menschen.
Der PVÖ setzt sich für umfassende soziale Sicherheit und gegen Altersdiskriminierung ein. Seine Aufgabe ist es laut seinem Leitbild:

„...gegenüber den Regierenden sowie in der Gesellschaft als Interessenvertretung aufzutreten... Sein Wirken wird von ehrenamtlich tätigen Frauen und Männern getragen und von Mitarbeiter*innen unterstützt. Der PVÖ fördert das Miteinander von jungen und älteren Menschen, sucht den Dialog und lebt die Zusammenarbeit mit allen Generationen.“

## Geschichte und Struktur
Der Pensionistenverband wurde am 17. September 1949 in Ottakring als Verband der Arbeiter-, Unfall-, Landarbeiterrentner und Gemeindebefürsorgten Österreichs gegründet. 1975 wurde die Bezeichnung auf Pensionistenverband Österreichs geändert.
Die Struktur des Verbandes besteht aus der Verbandszentrale in Wien, den 9 Landesorganisationen und 111 Bezirksorganisationen. Laut eigenen Angaben (Verbandstagsbericht 2022) hat der PVÖ 1655 Ortsgruppen mit 303.582 Mitgliedern.

## Vorsitzende
- 17. September 1949 bis 10. Februar 1956: August Kaderavek[3]
- 10. Februar 1956 bis 21. September 1962: Rudolf Schmid
- 21. September 1962 bis 30. April 1968: Franz Vlasak
- 30. April 1968 bis 23. Juli 1973: Bruno Rother[4]
- 23. Juli 1973 bis 28. Februar 1980: Robert Uhlir
- 28. Februar 1980 bis 6. Oktober 1980: Felix Slavik
- 6. Oktober 1980 bis 16. Februar 1983: Franz Seitler
- 16. Februar 1983 bis 3. April 1991: Otto Rösch
- 3. April 1991 bis 17. März 1999: Rudolf Pöder
- 17. März 1999 bis 16. April 2018: Karl Blecha[3][5]
- 16. April 2018 bis 17. April 2025: Peter Kostelka[5][6][7]
- Seit 4. Juli 2025: Birgit Gerstorfer.[8]